# Monsonia luederitziana
Monsonia luederitziana är en näveväxtart som beskrevs av Wilhelm Olbers Focke och Schinz. Monsonia luederitziana ingår i släktet hottentottnävor, och familjen näveväxter. Inga underarter finns listade i Catalogue of Life.